# Hieracium eudaedalum
Hieracium eudaedalum es una especie de planta con flor del género Hieracium, de la familia Asteraceae, orden Asterales.

## Distribución
Hieracium eudaedalum se distribuye por Suecia.

## Taxonomía
Fue descrita científicamente por Stenstr. ex Dahlst. Fue publicada en K. Svensk. Vet. Akad. Handl.